# Saint-Cyprien, Pyrénées-Orientales
Saint-Cyprien là một xã trong tỉnh Pyrénées-Orientales, vùng Occitanie phía nam nước Pháp. Xã Saint-Cyprien, Pyrénées-Orientales nằm ở khu vực có độ cao 4 mét trên mực nước biển.

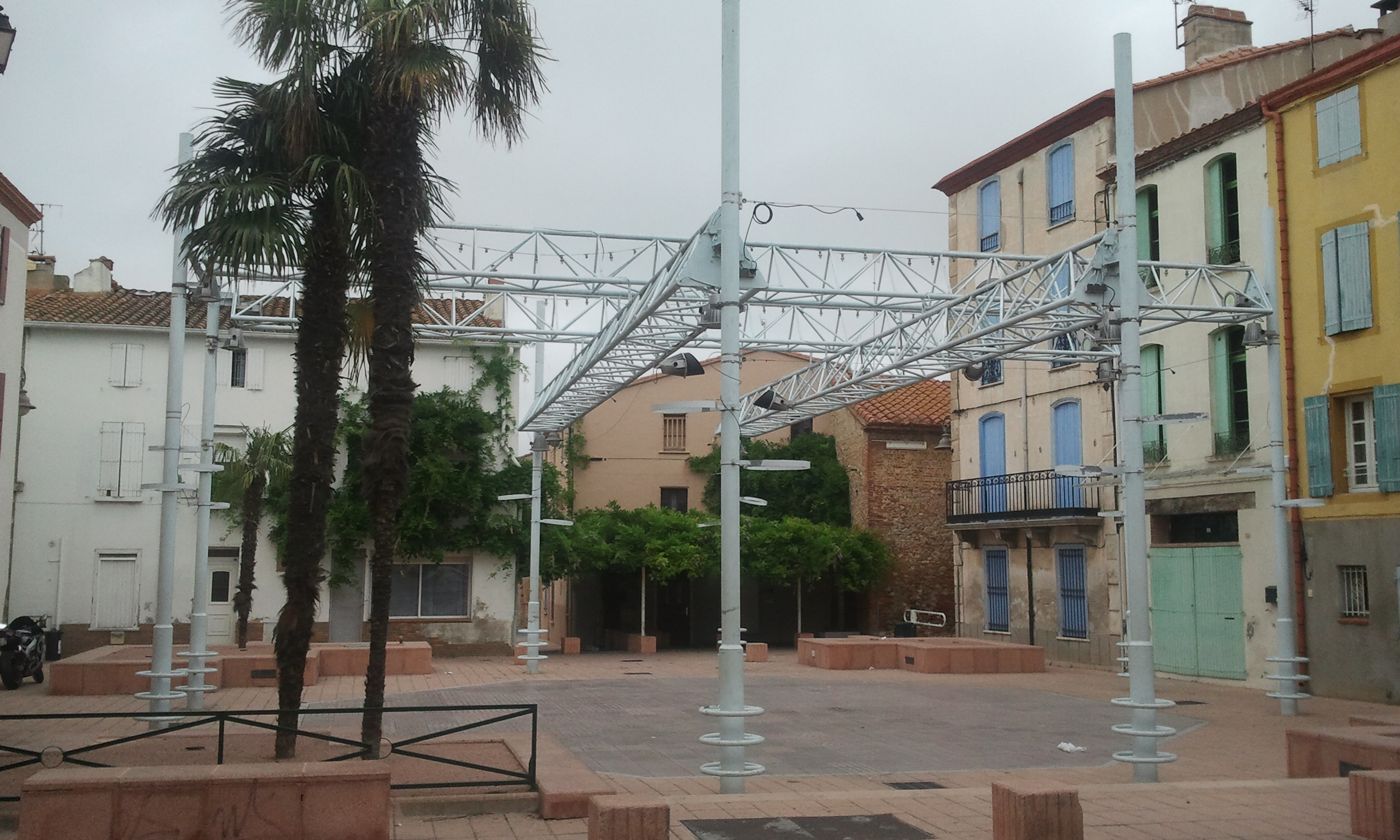
Place de la République